# Молден
Молден (англ. Malden Island) — засушливый низменный атолл в архипелаге Лайн (Кирибати). Необитаем. Площадь острова 39,3 км². На протяжении 1860—1927 годов на атолле добывалось гуано. Помимо этого остров был местом испытания Великобританией водородной бомбы в 1957 году. На острове находятся доисторические развалины полинезийского происхождения. В настоящее время территория атолла Молден — заповедник, место гнездования морских птиц.

## География
Атолл Молден лежит в 447 км к югу от экватора, в 2840 км к югу от Гонолулу (Гавайские острова) и в более чем 8000 км к западу от побережья Южной Америки. Ближайший остров Старбак находится в 204 км к юго-западу. Ближайшее обитаемое место — остров Тонгарева, лежащий в 450 км к юго-западу. Ближайший аэропорт — на острове Рождества (или Киритимати), что в 675 км к северо-западу от атолла. Другие ближайшие острова — остров Джарвис (в 690 км), остров Восток (в 713 км) и остров Каролайн (в 850 км).
Остров Молден — низменный, известняковый атолл, имеющий форму равностороннего треугольника со сторонами 8 км и окаймленный рифами. На востоке атолла — соленая лагуна с островками, ограниченная со всех сторон сушей (узкие проливы есть только на севере и востоке лагуны). Площадь острова — 39,3 км².
Атолл низменный, высочайшая точка острова — 10 м. Молден — атолл с аридным климатом, среднегодовой уровень осадков — 726 мм. Среднегодовая температура на острове +29,3 °C (минимальная +23,8 °C, максимальная +37,2 °C). Ветры преимущественно восточного направления.
29 мая 1975 года остров Молден был объявлен морским заповедником.

## История
Остров Молден был открыт 30 июля 1825 года Джорджем Энсоном Байроном (двоюродным братом выдающегося поэта). Джордж Энсон Байрон, капитан британского военного корабля «Blonde», возвращался в Британию, исполнив миссию по возвращению на родину праха короля и королевы Гавайских островов, которые случайно погибли в Британии из-за кори. Остров назван в честь Чарльза Роберта Молдена, штурмана корабля, первым заметившего и изучившего остров. Когда экипаж корабля высадился на атолле, остров был необитаем, однако были найдены таинственные руины храмов и других сооружений, что свидетельствует о том, что однажды остров был обитаем. Появление этих сооружений объяснялось высадкой на остров моряков, корабли которых потерпели крушение, пиратов, южноамериканского народа инков или даже первых китайских мореплавателей. В 1924 году были проведены исследования острова. В результате ученые посчитали, что остров был когда-то заселен полинезийцами, жившими здесь за несколько веков до открытия острова в 1825 году. В первой половине XIX века, времени расцвета американского китобойного промысла, на острове часто высаживались китобои. В скором времени остров был присвоен американской компанией по добыче гуано согласно Закону о гуано 1856 года, позволявшему гражданам США получать во владения все необитаемые острова в Тихом океане и Карибском море для добычи гуано, богатого удобрения. Правда, до них на острове добычей гуано занималась австралийская компания под лицензией, предоставленной Британией. Добыча гуано на острове велась с 1860-х годов по 1927 год.
В 1956 году Великобритания выбрала остров Молден для испытания своей водородной бомбы. В 1957 году недалеко от берегов острова были взорваны три бомбы.
Вплоть до появления республики Кирибати в июле 1979 года права на остров у Великобритании оспаривали США. Только после подписания договора о дружбе с Кирибати 20 сентября 1979 года США отказалась от своих претензий на остров Молден и другие острова в архипелаге Феникс и Лайн.

## Экономика
Гипсовое месторождение на острове Молден не разрабатывается в связи с экономической нецелесообразностью (высокая стоимость транспортировки, неустойчивый спрос). Предпринимались попытки по развитию на острове экотуризма, которые окончились неудачей.